# Катастрофа Як-42 под Наровлей
Катастрофа Як-42 под Наровлей — крупная авиационная катастрофа, произошедшая в понедельник 28 июня 1982 года. Авиалайнер Як-42 авиакомпании «Аэрофлот» выполнял плановый рейс SU-8641 по маршруту Ленинград—Киев, но через 1 час и 50 минут после взлёта рухнул на землю недалеко от деревни Вербовичи Наровлянского района Гомельской области (Белорусская ССР). Погибли все находившиеся на его борту 132 человека — 124 пассажира и 8 членов экипажа.
Катастрофа рейса 8641 стала первой и крупнейшей катастрофой в истории самолёта Як-42; остаётся крупнейшей авиакатастрофой в истории Белоруссии.

## Самолёт
Як-42 (регистрационный номер СССР-42529, заводской 11040104, серийный 04-01) был выпущен Саратовским авиационным заводом и свой первый полёт совершил 21 апреля 1981 года. 1 июля того же года был передан МГА СССР и поступил в 1-й Ленинградский ОАО авиакомпании «Аэрофлот» (Ленинградское УГА). Оснащён тремя турбовентиляторными двигателями Д-36 ЗМКБ «Прогресс» имени А. Г. Ивченко. На день катастрофы совершил 496 циклов «взлёт-посадка» и налетал 795 часов.

## Экипаж
Самолётом управлял опытный экипаж 344-го лётного отряда, его состав был таким:
- Командир воздушного судна (КВС) — 34-летний Вячеслав Николаевич Мусинский. Родился 23 октября 1947 года.
- Второй пилот — 32-летний Александр Сергеевич Стигарев. Родился 15 июля 1949 года.
- Штурман-стажёр — 29-летний Виктор Иванович Кедров. Родился 17 сентября 1952 года.
- Бортмеханик — 43-летний Николай Семёнович Виноградов. Родился 22 июля 1938 года.

В салоне самолёта работали бортпроводники
- Анна Николаевна Шейкина, 42 года (родилась 9 февраля 1940 года).
- Тамара Михайловна Васищева, 40 лет (родилась 25 сентября 1941 года).
- Ольга Павловна Павлова, 34 года (родилась 1 декабря 1947 года).
- Юрий Борисович Рябов, 23 года (родился 13 мая 1959 года).

## Катастрофа
Рейс SU-8641 вылетел из Ленинграда в Киев в 09:01 MSK с одноминутной задержкой из-за опоздавшего пассажира, после чего занял эшелон 9100 метров. Всего на борту самолёта были 8 членов экипажа и 124 пассажира — 113 взрослых и 11 детей.
В 10:45 самолёт вошёл в зону Бориспольского центра УВД. Находясь в районе ОПРС Птичь и в 10 километрах от трассы, экипаж рейса 8641 начал предпосадочную подготовку. В 10:48:58 пилоты связались с диспетчером и доложили о подходе к расчётной точке начала снижения, на что получили команду занимать эшелон 7800 метров. Подтверждение пилотами полученной команды о занятии эшелона 7800 стало последним сообщением с борта рейса SU-8641.
Снижение осуществлялось под контролем автопилота, который около 10:51:20 постепенно довёл угол стабилизатора до 0,3° на пикирование. Неожиданно в 10:51:30 угол стабилизатора резко (за полсекунды) увеличился, превысив 2° и выйдя за упор. Лайнер на секунду испытал отрицательную перегрузку в 1,5g, но автопилоту за счёт отклонений штурвала и руля высоты удалось снизить её до 0,6g. Однако стабилизатор не отреагировал на команду перейти на кабрирование (подъём носа самолёта), тогда как самолёт всё больше уходил в пикирование, поэтому через 3 секунды автопилот отключился. Рули высоты увеличили отрицательный угол уже до 5°; из-за этого авиалайнер уходил во всё более отвесное пикирование, а отрицательная перегрузка увеличилась до 1,5g. Пилоты стали тянуть штурвалы на себя, но тут появился быстро увеличивающийся крен влево. Через несколько секунд крен достиг 35°, и самолёт под углом пикирования 50° понёсся к земле со скоростью 600 км/ч (отрицательная перегрузка к тому моменту уже значительно превысила 2g). Рейс SU-8641 падал с вертикальной скоростью 300 м/с и вращался против часовой стрелки вокруг продольной оси. Из-за колоссальных аэродинамических перегрузок конструкция фюзеляжа начала разрушаться и в 10:51:50 MSK на высоте 5700 метров и при скорости более 800 км/ч лайнер разорвало на несколько частей.
Обломки рейса 8641 были найдены разбросанными на территории размерами 6,5 на 3,5 километра и площадью 23 км² у западной окраины деревни Вербовичи и в 10 километров юго-западней районного центра Наровли (часто местом катастрофы ошибочно указывают Мозырь). Все 132 человека на борту погибли. Это крупнейшая авиационная катастрофа на территории Белоруссии, а также в истории самолёта Як-42 и всех самолётов ОКБ Яковлева.

## Расследование
В расследовании причин катастрофы принимал участие Александр Яковлев, Генеральный конструктор ОКБ Яковлева.
Первопричиной катастрофы рейса 8641 стал катастрофический отказ механизма перестановки стабилизатора (МПС), представляющего собой винтовой домкрат. Из-за проектно-конструктивной ошибки винтовая пара постоянно находилась в условиях повышенного износа, характерного для этапа приработки на кривой износа пары трения по времени; истиранию витков гайки также способствовал неудачный выбор смазки.
При этом механизм МПС не был заводским браком Саратовского авиазавода; завод выпускал МПС с соблюдением всех параметров, заложенных конструкторами (размеры резьбы, марки материалов, смазка и т.п.). Если бы это был заводской брак, он бы проявился на единичных самолётах, а не на всём парке самолётов данного типа. Регламент по осмотру данного механизма МПС был таков, что при периодических осмотрах каждые 300 лётных часов признаки повышенного износа винтовой пары невозможно было обнаружить. В результате этого резьба настолько износилась, что во время полёта рейса 8641 произошло разъединение гайки и винта. Так как данный механизм является также и передней опорой для стабилизатора, то от набегающего воздушного потока тот быстро перешёл на максимальный угол, тем самым введя самолёт в пикирование. При дальнейшем росте скорости из-за повышенного воздушного напора произошёл отрыв стабилизатора, что в итоге привело к появлению быстро растущего крена влево.

## Виновники катастрофы
За выпуск в серию дефектной конструкции механизма МПС приговором Верховного суда РСФСР от 20 октября 1983 года к лишению свободы на 2 года по ст. 172 УК РСФСР (халатность) с отсрочкой приговора (ст. 46-1 УК РСФСР) сроком на 1 год были осуждены руководители, утвердившие чертежи МПС, поставившие на них свои подписи и печати:
- Сергей Александрович Андреев, 1932 года рождения (50 лет), уроженец Москвы, русский, образование — высшее, женат, член КПСС с 1964 года, ранее не судим, заместитель Главного конструктора Московского машиностроительного завода «СКОРОСТЬ» (с 1976 года).
- Юрий Павлович Первушин, 1926 года рождения (56 лет), уроженец Дедовска Истринского района Московской области, русский, образование — высшее. Окончил Московский авиационный институт в 1954 году, женат, член КПСС с 1956 года, ранее не судим, начальник отдела механизмов Московского машиностроительного завода «СКОРОСТЬ» (с 1975 года).
- Георгий Иванович Румянцев, 1927 года рождения (55 лет), уроженец Москвы, русский, образование — высшее. Окончил Московский авиационный институт в 1956 году, женат, член КПСС с 1952 года, ранее не судим, начальник бригады управления Московского машиностроительного завода «СКОРОСТЬ» (с 1975 года).

## Последствия
После катастрофы под Наровлей эксплуатация и производство Як-42 были приостановлены на 2 года. При тщательном осмотре всех данных самолётов повышенный износ резьбы привода стабилизатора был обнаружен на многих из них. Эксплуатация и производство Як-42 были возобновлены в 1984 году.
В 2021 году на 39 годовщину трагедии на месте падения самолета установлен памятник жертвам катастрофы.